# 森中千香良
森中 千香良（もりなか ちから、1939年10月20日 - 2008年4月14日）は、奈良県奈良市出身のプロ野球選手（投手）・コーチ、解説者・評論家。1970年から1974年までの登録名は森中 通晴（もりなか みちはる）。

## 経歴

### プロ入りまで
奈良商工では2年次の1956年にエースとして秋季近畿大会に出場したが、1回戦で寝屋川高に敗れたため選抜出場はならなかった。3年次の1957年は春季近畿大会県予選の準々決勝で郡山高に惜敗し、夏も県予選で敗れて甲子園には届かなかった。

### 現役時代
卒業後の1958年に南海ホークスへテスト入団。入団当時は制球難で、1年目は選手登録すらしてもらえず、もっぱら打撃投手が主な役割であった。2年目の1959年にウエスタン・リーグで防御率0.90を記録し、最優秀防御率のタイトルを獲得。3年目の1960年に一軍に昇格して5勝を挙げると、1961年には先発陣に入って11勝を上げて台頭、2年ぶりのリーグ優勝に貢献。同年の巨人との日本シリーズでも3試合に登板した。10月29日の第4戦（後楽園）では先発するが、3回に打ち込まれ敗戦投手となる。
1963年には初めて規定投球回に達し、防御率2.50（リーグ5位）を記録。17勝8敗、勝率.680で最高勝率のタイトルを獲得した。1964年の阪神との日本シリーズでもリリーフで3試合に登板。野村克也、皆川睦雄、杉浦忠らと共に南海の黄金時代を支えた。1965年もローテーションの一角として活躍し、1966年は開幕戦の前日に鶴岡一人監督からトイレで初の開幕投手に指名されるなど大きな期待をかけられたが、同年は5勝10敗、防御率3.64と今一つの成績に終わる。
当時は10年選手制度が存在したこともあって南海はトレード放出を決定し、大洋ホエールズ・サンケイアトムズ・広島カープの間で争奪戦となったが、最後は森中の希望が通って1967年に大洋に移籍。同年は255イニングを投げてチーム最多の18勝、防御率2.96（16位）という素晴らしい成績を残した。中でも移籍の際に南海の尾張久次スコアラーから贈られた巨人攻略法を記載された「尾張メモ」が大きく役立ち、首位を独走した巨人から7勝を挙げ「巨人キラー」ぶりを発揮。秋山登、稲川誠の相次ぐ引退で弱体化した大洋投手陣を支えたが、平松政次が最多勝を挙げ、エースとなった1970年からは登板機会が減少し、1972年には東映フライヤーズに移籍。同年は金田留広に次ぐチーム2位の11勝、防御率3.45（12位）を記録してカムバックを果たす。1975年には再び大洋に移籍するが、ここではあまり活躍の場がなく、同年限りで現役を引退。

### 引退後
引退後はテレビ神奈川（1976年 - 1995年）、ニッポン放送（1980年 - 1995年, 1998年 - 2008年）、J SPORTS・GAORA（1998年 - 2008年）で野球解説者、晩年は東京中日スポーツ野球評論家（1998年 - 2008年）も務めた。長い解説業の合間を縫って、中日ドラゴンズ二軍投手コーチ（1996年 - 1997年）も務めた。
ニッポン放送では主にベンチリポーターや予備カードの解説者を務め、解説者名鑑には「21年間LFのそれもメインでなくベンチレポート役に徹した苦労人。」と記述された。松本秀夫（ニッポン放送アナウンサー）の公式戦初実況は森中の解説による予備カードで、1987年8月9日の広島×大洋戦（広島市民）であった 。なお、本番カードの担当も皆無ではなかったが散発的だった（一例として、1985年7月14日〈日曜日〉の広島対ヤクルト戦）。
中日コーチ時代はシーズン当初に二軍で3連敗を喫して「これではプロでは通用しない」と落胆していた門倉健に「とにかく低めへ投げ続けろ。フォークが落ちれば上（一軍）でも通用する」とアドバイス。門倉はその教えに従って投げ続けていたところ、好投できるようになった。
ニッポン放送復帰後では予備カードやNRN系列地方局向けの裏送り中継が中心であり、復帰以降は印刷物に掲載される番組広告やwebページの解説者リストにも名前が載っていなかった。KBCラジオ向け裏送りによるホークス戦中継を担当する事が多く、担当した試合の不敗神話も生まれた。
2008年4月14日16時55分、膵癌のため奈良県大和郡山市の病院で死去。68歳没。

## エピソード
- 生涯独身であり、パンチョ伊東らと結成した「独身貴族会」の一員でもあった。また、同じテスト生出身ということで、現役時代の野村を兄貴分と慕っていた[16]。
- 茶目っ気のある関西弁が人気で、口は悪いが誰からも愛されるキャラクターであった[7]。60代になっても若い選手と友達感覚で話せる稀有な存在で、松本には試合後の反省会で人付き合いの基本や酒の飲み方を教えたほか、愛車のジャガーに乗せていた[7]。自身は糖尿病を患い、酒は飲めなかったが、烏龍茶で座を盛り上げ、馴染みの店のマスターを強引に説得して格安値段にしたこともあった[7]。
- 生家があったのは、奈良県庁勤務の父親が管理責任者を務める、東大寺大仏殿近くの県立公会堂の敷地の一角。南海に在籍していた当時は、本拠地の難波の大阪球場まで奈良の実家から電車とタクシーで通っていた。その理由として「こんな静かな場所（実家）にいると、大阪市内のごみごみしたアパートに住もうという気が起こりませんわ」と話している[17]。

## 詳細情報

### 年度別投手成績
| 年 度      | 球 団              | 登 板 | 先 発 | 完 投 | 完 封 | 無 四 球 | 勝 利 | 敗 戦 | セ 丨 ブ | ホ 丨 ル ド | 勝 率 | 打 者 | 投 球 回 | 被 安 打 | 被 本 塁 打 | 与 四 球 | 敬 遠 | 与 死 球 | 奪 三 振 | 暴 投 | ボ 丨 ク | 失 点 | 自 責 点 | 防 御 率 | W H I P |
| ---------- | ------------------ | ----- | ----- | ----- | ----- | -------- | ----- | ----- | -------- | ----------- | ----- | ----- | -------- | -------- | ----------- | -------- | ----- | -------- | -------- | ----- | -------- | ----- | -------- | -------- | ------- |
| 1960       | 南海               | 30    | 10    | 1     | 0     | 0        | 5     | 5     | --       | --          | .500  | 477   | 118.0    | 107      | 6           | 28       | 3     | 4        | 89       | 1     | 1        | 40    | 31       | 2.36     | 1.14    |
| 1961       | 南海               | 56    | 25    | 2     | 0     | 0        | 11    | 9     | --       | --          | .550  | 747   | 188.0    | 154      | 15          | 47       | 3     | 2        | 140      | 1     | 0        | 74    | 63       | 3.02     | 1.07    |
| 1962       | 南海               | 56    | 11    | 0     | 0     | 0        | 10    | 8     | --       | --          | .556  | 606   | 144.2    | 140      | 16          | 41       | 4     | 6        | 94       | 2     | 0        | 73    | 60       | 3.72     | 1.25    |
| 1963       | 南海               | 47    | 29    | 13    | 3     | 1        | 17    | 8     | --       | --          | .680  | 866   | 217.1    | 191      | 12          | 51       | 5     | 9        | 116      | 2     | 2        | 76    | 63       | 2.60     | 1.11    |
| 1964       | 南海               | 51    | 21    | 4     | 1     | 1        | 8     | 9     | --       | --          | .471  | 710   | 168.2    | 152      | 21          | 65       | 3     | 4        | 124      | 0     | 0        | 84    | 75       | 3.99     | 1.29    |
| 1965       | 南海               | 38    | 19    | 3     | 1     | 1        | 6     | 6     | --       | --          | .500  | 519   | 125.2    | 111      | 18          | 42       | 2     | 2        | 94       | 2     | 0        | 68    | 58       | 4.14     | 1.22    |
| 1966       | 南海               | 34    | 17    | 2     | 1     | 0        | 5     | 10    | --       | --          | .333  | 494   | 121.1    | 112      | 17          | 32       | 3     | 6        | 79       | 0     | 0        | 55    | 49       | 3.64     | 1.19    |
| 1967       | 大洋               | 47    | 27    | 14    | 1     | 1        | 18    | 14    | --       | --          | .563  | 1052  | 255.0    | 231      | 26          | 72       | 14    | 9        | 182      | 0     | 0        | 94    | 84       | 2.96     | 1.19    |
| 1968       | 大洋               | 31    | 21    | 5     | 2     | 0        | 8     | 11    | --       | --          | .421  | 644   | 153.1    | 159      | 19          | 48       | 0     | 5        | 100      | 0     | 0        | 67    | 58       | 3.41     | 1.35    |
| 1969       | 大洋               | 28    | 24    | 3     | 1     | 0        | 9     | 9     | --       | --          | .500  | 605   | 145.2    | 130      | 17          | 46       | 4     | 4        | 102      | 0     | 0        | 59    | 55       | 3.39     | 1.21    |
| 1970       | 大洋               | 6     | 2     | 0     | 0     | 0        | 0     | 0     | --       | --          | ----  | 47    | 11.1     | 14       | 2           | 1        | 0     | 0        | 6        | 0     | 0        | 7     | 7        | 5.73     | 1.32    |
| 1971       | 大洋               | 13    | 1     | 0     | 0     | 0        | 1     | 2     | --       | --          | .333  | 79    | 19.1     | 18       | 3           | 6        | 1     | 0        | 13       | 0     | 0        | 11    | 10       | 4.74     | 1.24    |
| 1972       | 東映 日拓 日本ハム | 30    | 28    | 9     | 2     | 0        | 11    | 6     | --       | --          | .647  | 683   | 164.1    | 172      | 17          | 34       | 4     | 6        | 87       | 2     | 0        | 64    | 63       | 3.46     | 1.25    |
| 1973       | 東映 日拓 日本ハム | 18    | 13    | 2     | 1     | 0        | 4     | 6     | --       | --          | .400  | 293   | 62.2     | 86       | 10          | 28       | 4     | 4        | 30       | 1     | 3        | 43    | 39       | 5.57     | 1.82    |
| 1974       | 東映 日拓 日本ハム | 15    | 6     | 0     | 0     | 0        | 0     | 4     | 0        | --          | .000  | 121   | 26.0     | 37       | 3           | 8        | 0     | 0        | 18       | 0     | 0        | 25    | 24       | 8.31     | 1.73    |
| 1975       | 大洋               | 17    | 1     | 0     | 0     | 0        | 1     | 1     | 1        | --          | .500  | 114   | 25.2     | 29       | 3           | 11       | 0     | 2        | 18       | 1     | 0        | 18    | 16       | 5.54     | 1.56    |
| 通算：16年 | 通算：16年         | 517   | 255   | 58    | 13    | 4        | 114   | 108   | 1        | --          | .514  | 8057  | 1947.0   | 1843     | 205         | 560      | 50    | 63       | 1292     | 12    | 6        | 858   | 755      | 3.49     | 1.23    |

- 各年度の太字はリーグ最高
- 東映（東映フライヤーズ）は、1973年に日拓（日拓ホームフライヤーズ）に、1974年に日本ハム（日本ハムファイターズ）に球団名を変更

### タイトル
- 最高勝率：1回 （1963年）

### 記録
- オールスターゲーム出場：2回 （1963年、1967年）

### 背番号
- 55 （1958年 - 1966年途中、1967年 - 1971年）
- 11 （1966年途中 - 同年終了）
- 13 （1972年 - 1974年）
- 38 （1975年）
- 85 （1996年 - 1997年）

### 登録名
- 森中 千香良（もりなか ちから、1958年 - 1969年、1975年 - 2008年）
- 森中 通晴（もりなか みちはる、1970年 - 1974年）

## 関連情報

### 出演番組
- プロ野球中継
  - TVK製作・放送分
  - ニッポン放送ショウアップナイター（ニッポン放送・NRN系地方局裏送り。1980年 - 1995年、1998年 - 2007年。
  - J SPORTS STADIUM（J SPORTS）
  - 熱パ プロ野球中継（GAORA）
- 鶴光の代打逆転サヨナラ満塁ホームラン 花とおじさん（ニッポン放送。1985年10月 - 1986年3月）

## 参考資料
- 『プロ野球12球団全選手百科名鑑』→『12球団全選手カラー百科名鑑』シリーズ各年度版（日本スポーツ出版社発行）
- 各種外部リンク